# 竹浦 (女川町)
竹浦（たけのうら）は、宮城県牡鹿郡女川町の大字。

## 地理

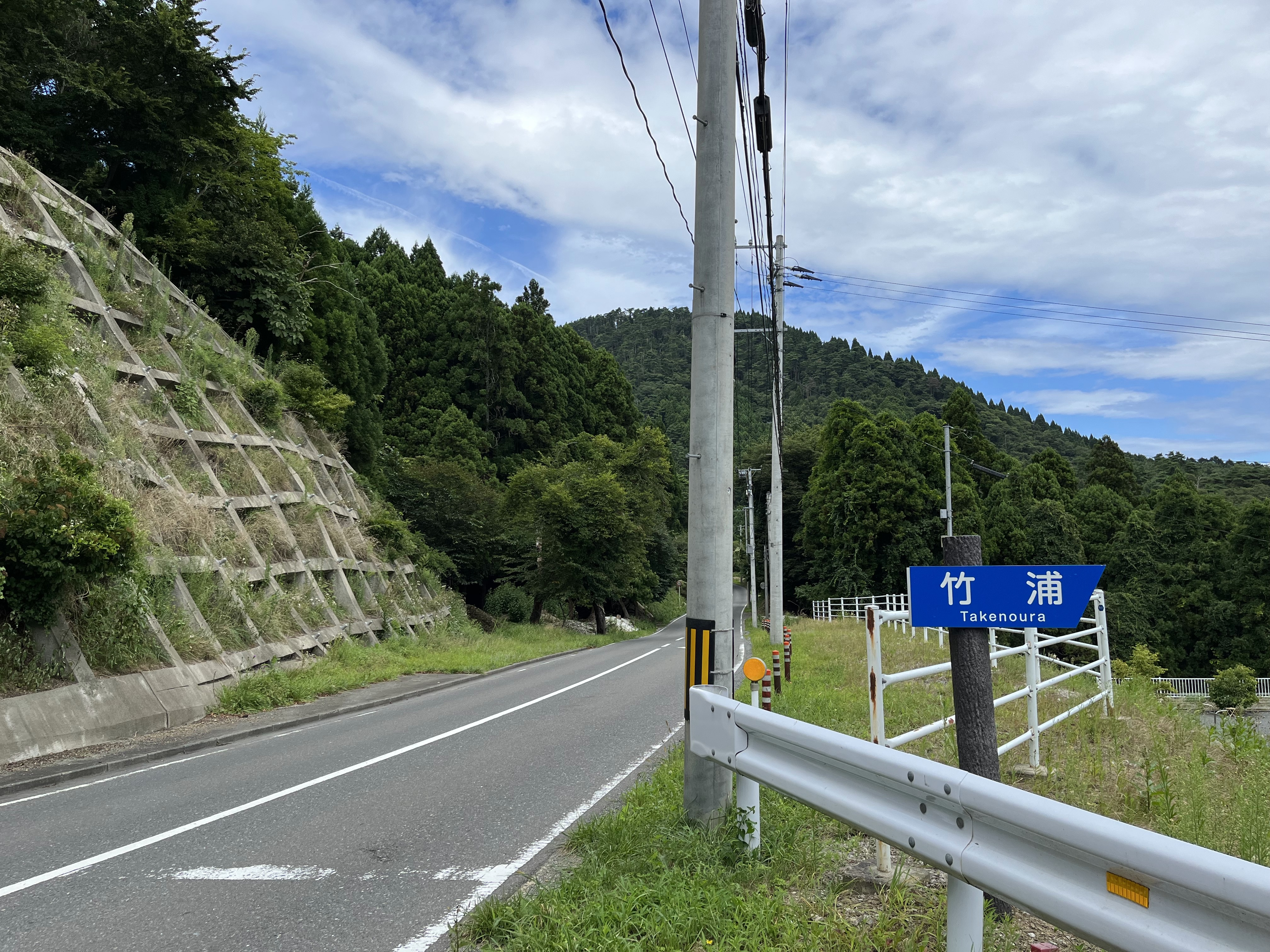
国道398号

女川湾北岸の東北部、雄勝街道の沿線に位置している。全国的に見ると”竹”の字を冠らせた地名は多く、特に関東以南の温暖な竹の繁殖地でよく見られる。そのため積雪地帯である東北地方では珍しく、宮城県内では竹に縁のある地名は数えられる程しかない。女川町内でも浦宿や針浜などの各地で竹林は確認されているが、竹浦は比較的温暖であることから古くから竹が植栽されていたと推測されるため、昔この地名が付けられたと云う。集落は、東から「大きい浜」「小さい浜（チャッケエ浜）」「ダイワン」に分かれている。大きい浜は阿部家、小さい浜は鈴木家が大半を占めており、ダイワンは後から開かれた集落であるため分家が多い。

## 人口
| 年     | 人口（人） |
| ------ | ---------- |
| 1698年 | 170        |
| 1773年 | 128        |
| 1874年 | 140        |
| 1955年 | 576        |
| 1975年 | 401        |
| 2015年 | 100        |

## 歴史

### 縄文時代

#### 竹浦遺跡
竹浦字月浜に位置する縄文遺跡。女川湾の北東岸に大きく張り出た丘陵があり、その北東斜面から谷間にかけて集落に下がっていく畑から、磨製石斧1点と縄文土器が確認されたと云う。なお、照源寺で保管されている。 

### 近世
江戸時代中期の「安永風土記」によると、 1773年（安永2年）時点の人口規模は23戸128人（男74人/女54人）。また現代における町村長や区長にあたる「肝煎」は源蔵が担当していたとある。当時、竹浦には神明社・二渡権現社・稲荷社・天王社の4社があったと記録されている。また、真野（現石巻市）の観寿院（現零羊崎神社）が祭祀を執り行い、神明社は六助、二渡権現社並びに稲荷社は吉郎次、天王社は茂左衛門がそれぞれ別当を務め日常的な社寺の管理を行なっていた。また寺院として太子堂が記録されている。
1611年（慶長16年）にイスパニアの使節セバスティアン・ビスカイノ一行が仙台領の東海岸を調査した際の記録「金銀島探検記」で竹浦が確認されている。探検記でには「女川に良港が2つあり、1つは石浜といいサン・アントンと名付け、もう1つはウラジという所でサン・トマスと命名した。」との旨が記されていた。わざわざ万石浦にある浦宿（うらしゅく）と石浜を並べて説明したとは思われず、この”ウラジ”とは竹浦湾の入り口付近の1つの漁場「浦宿（うらじゅく）」を指していると推測されている。この地名は部落民以外のものには殆ど知られていない名称で、地図にも載っていない。漁場”浦宿”がある竹浦湾は、天然の良港で波風が穏やかで海も深く、230 tの船が楽々出入りができる場所だった。そのため、竹浦湾の入り口にある1漁場の名を聞いたイスパニア使節一行が竹浦湾のことを”ウラジ”と記録したとされている。
明治維新以来、女川港の築造に伴い海陸の交通運輸が開け産業が急激に発展したことで人口も大幅に増加した。しかし、藩政時代以来の1641年（寛永18年）から1874年（明治7年）までの228年間、竹浦などの7部落では戸数に大きな増減がなかった。これらの部落は交通路が険しい山道で陸路での連絡が不便な寒漁村で、半漁半農の生業で物資に乏しい生活だったため、自ら人口が調節されていたことが恒常的だった理由として挙げられている。
渡波町から女川町浦宿を経て鷲神に通じる裏浜街道、現在の県道に沿って昔の女川道路が通っていたとされる。昔、魚類を積んだ馬を女川から渡波の問屋に運搬するのにこの道路が利用され、当時の巡見使が女川方面に向かう際にも利用された。石浜の勇蔵の記録によると、1850年（嘉永3年）に御屋形様（大名の敬称）が女川に来訪した際、竹浦などの村々から人足が1,200人動員されている。

### 近代
1879年（明治12年）2月10日に女川町に初めて郵便局が設置され、1926年（大正15年）10月3日から電話の開通と年金事務を取り扱うようになった。その後、1944年（昭和19年）に竹浦に電話の架設が行われた。
1874年（明治7年）の戸籍簿によると、当時女川地方で商業を営んでいたのは、竹浦の二十一番屋敷（借）の武内善九郎と女川浜の二十番屋敷の遠藤長右衛門の2人のみが登録されていた。2年前に農民にも職業選択の自由が許されたものの、当時はまだ地方民にまで徹底されておらず、相当年数が経過してから浸透したとされる。1877年（明治10年）の戸籍簿では、前述の2軒に加え浦宿浜2軒・女川浜3軒横浦1軒が開店しているとある。尚、当時は現代のような堂々と店を張って営業するような商業ではなかった為、竹浦の武内善九郎のような家屋を借りて商業を営む者は珍しく進歩的な外来人だったと推測されている。1897年（明治30年）にもなると、竹浦には商店が4軒開設されたいた。
1887年（明治20年）、竹浦地区が大火に見舞われ33戸中22戸が焼失した。
太平洋戦争が激烈となり国内でも空襲被害を見るようになると、女川町の御殿山一帯に電波探知機が張られた。電探機は尾浦の羽黒大権現跡付近を中心として約10ヶ所に塔が建てられ、竹浦方面にも設置された。
1945年8月9日、太平洋戦争下、女川港内の軍事施設やそれに関連するものが空襲を受けた。この際、竹浦湾にいた哨戒艇も爆撃を受けている。

### 現代

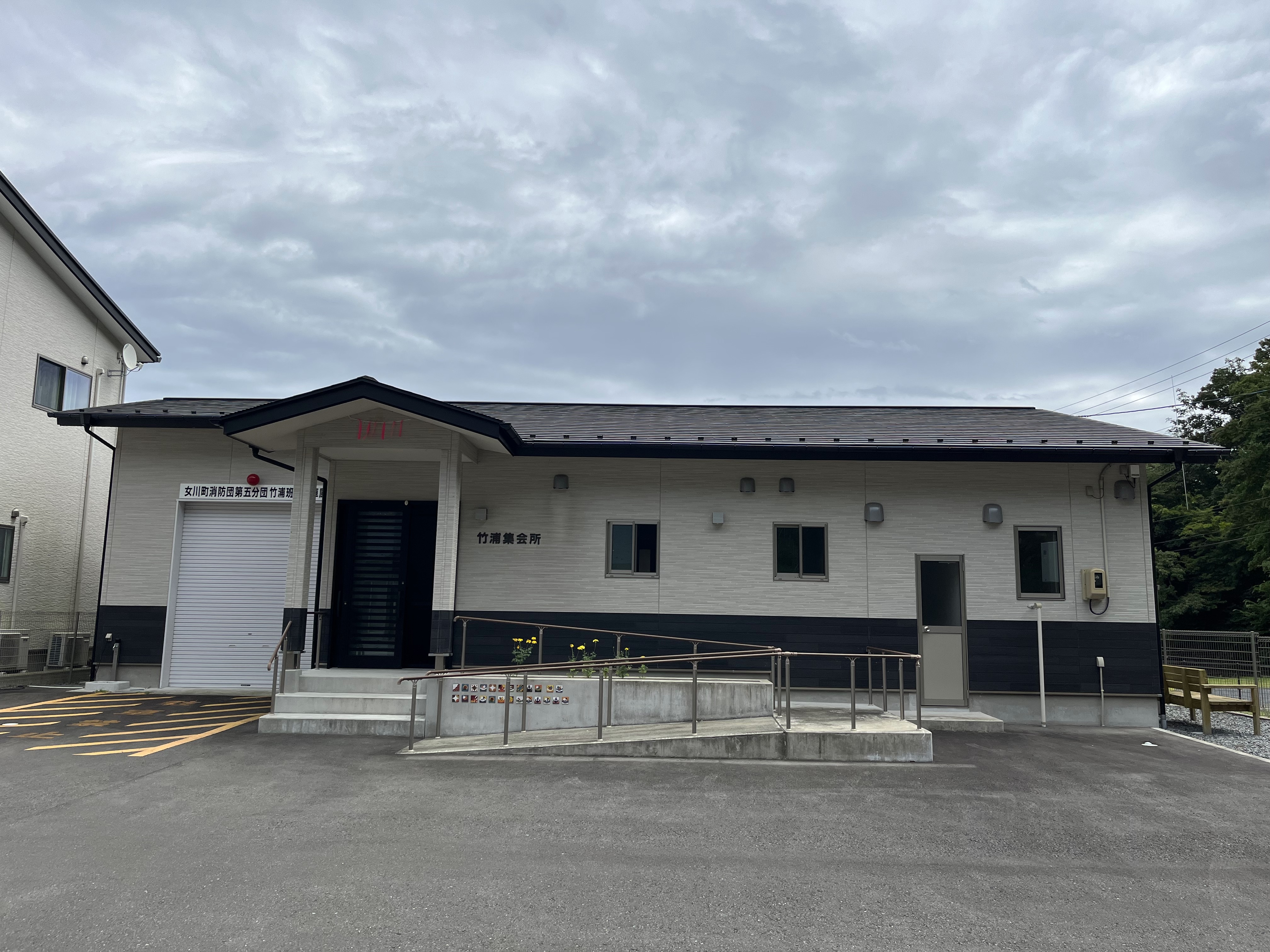
竹浦集会所

終戦後、女川には各地域を巡行する船が重要な交通手段として利用されていた。この巡航船はアメリカ兵や行商人など多くの乗客がいて、当時は定員とい概念は通用していなかったと云う。1946年（昭和21年）3月23日、尾浦・雄勝方面行きの金華丸（22t余り）に浸水し103名が死亡する海難事故が発生。この時は北東風に小雨混じりの天候で、雨を避ける為船室内にはぎっしりと人が詰まり、残りの人は甲板に立ち雨を避けて岸壁寄りの通路に固まっていた。出航前は船の横腹が岸壁に乗っていた為、大勢が片側のに固まっていても水平は保てていたが、出航し岸壁から離れると船が傾き浸水。これに驚いた乗客は沖の方に寄ったが、今度は沖の方から浸水。交互に浸水した事で船室内に鮨詰め状態でいた乗客のほとんどは溺死。出航して間もなかった為、外にいた人の大部分は助かった。これは、1944年（昭和19年）頃に30t近い堅牢な運搬船・漁船の大部分が徴用され軍需物資等の運搬に当てられた時代背景があり、当時30tに満たない22t余りの船に約230人が乗るような交通事情だった。また、溺死者の大部分が大型リュックに米をいっぱい詰めて背負っていたことも同情すべき点だった。この事故で竹浦の者も男1名・女3名が亡くなっている。尚、生存者も調査されており竹浦の男3名・女1名が生き残った。
1952年（昭和27年）時点での住民の生業は、林業（3人）・水産業（580人）・建設工業（32人）・商業（27人）・公務団体・自由業（6人）・無業者（1人）だった。以上のように、ほとんどの家が水産業を生業としていた。尚、単一産業で生計を立てるのは困難なため、牡蠣養殖・漁船乗組・定置網・小漁など各家ごとにを複数の仕事を兼ねておこなっていた。
1960年（昭和35年）5月24日早朝、前日に発生したチリ地震による津波が襲来。この津波は竹浦にも達し、大きい浜側の神社の階段3段目まで遡上した。

#### 東日本大震災

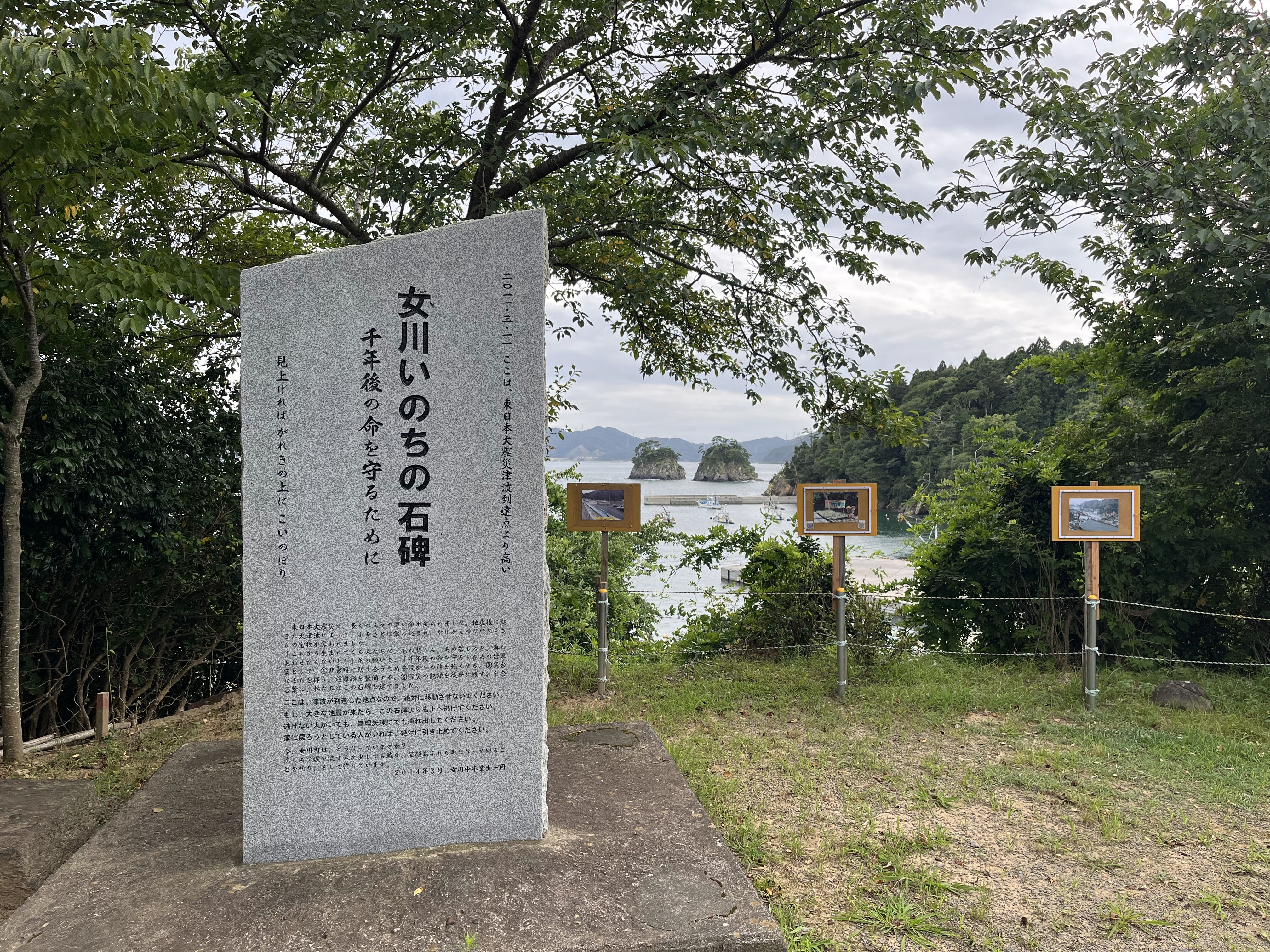
女川いのちの碑

2011年（平成23年）3月11日に起きた東日本大震災により、震災前の女川町人口10,014人に対し、死者行方不明者872人・家屋全壊3062軒・半壊248軒の被害を受けた。竹浦の被害は、震災前の63世帯中61世帯が津波に流され家屋が全壊。死者数は16人に上った。
竹浦地区の住人は旧女川第三小学校に避難。当時、第三小学校は平成21年度3月末をもって第二小学校と統合し閉校していたため、電気水道は不通の状態だった。その為、飲料水は竹浦の墓地からスカイタンクで運搬し加熱処理をして飲料していた。トイレに関しては、プールの水を消防ポンプ車のホースを用いて、校舎屋上にあった貯水タンクに汲み上げ、その落差を利用して流した。また汚水タンクは閉校時に汲み上げていた為、空の状態だった。
2011年（平成23年）5月から仮設住宅の建設が始まり、完成後順次入居した。尚、仮設住宅は 2018年（平成30年）末をもって取り壊され終了している。また、二次避難として秋田県仙北市に竹浦地区住民総勢60人余りが5月6日に出発し、女川町に仮設住宅が完成次第戻った。中には約半年間仙北市でお世話になった者もいたと云う。

## 教育
明治初期、竹浦は石浜小学校（尾浦小学校）の通学区域だった。1884年（明治17年）に尾浦小学校本校が保福寺東南の高台にある行屋に移転すると、竹浦・御前浜に支校が置かれた。1887年（明治20年）、両支校はそれぞれ出張所となる。女川町立第一中学校の第一分校が置かれている。

## 交通
女川町において、陸上での道路・鉄道・自動車などによる交通はあったものの、多くの離島や港湾がある地理的要因から、船舶による海上交通が重要な交通手段だった。そのため、住民の移動や貨物の運送などの港や島との連絡は主に海上交通が役を担っていた。女川港を中心とする定期航路は7航路あり、そのうち女川汽船株式会社と鎌田誠吾それぞれの「女川 - 雄勝」航路の計2航路の寄港地に竹浦があった。尚、寄港回数はそれぞれ1日1回だったため、1日2回船舶が寄港した。

## 産業

### 漁業

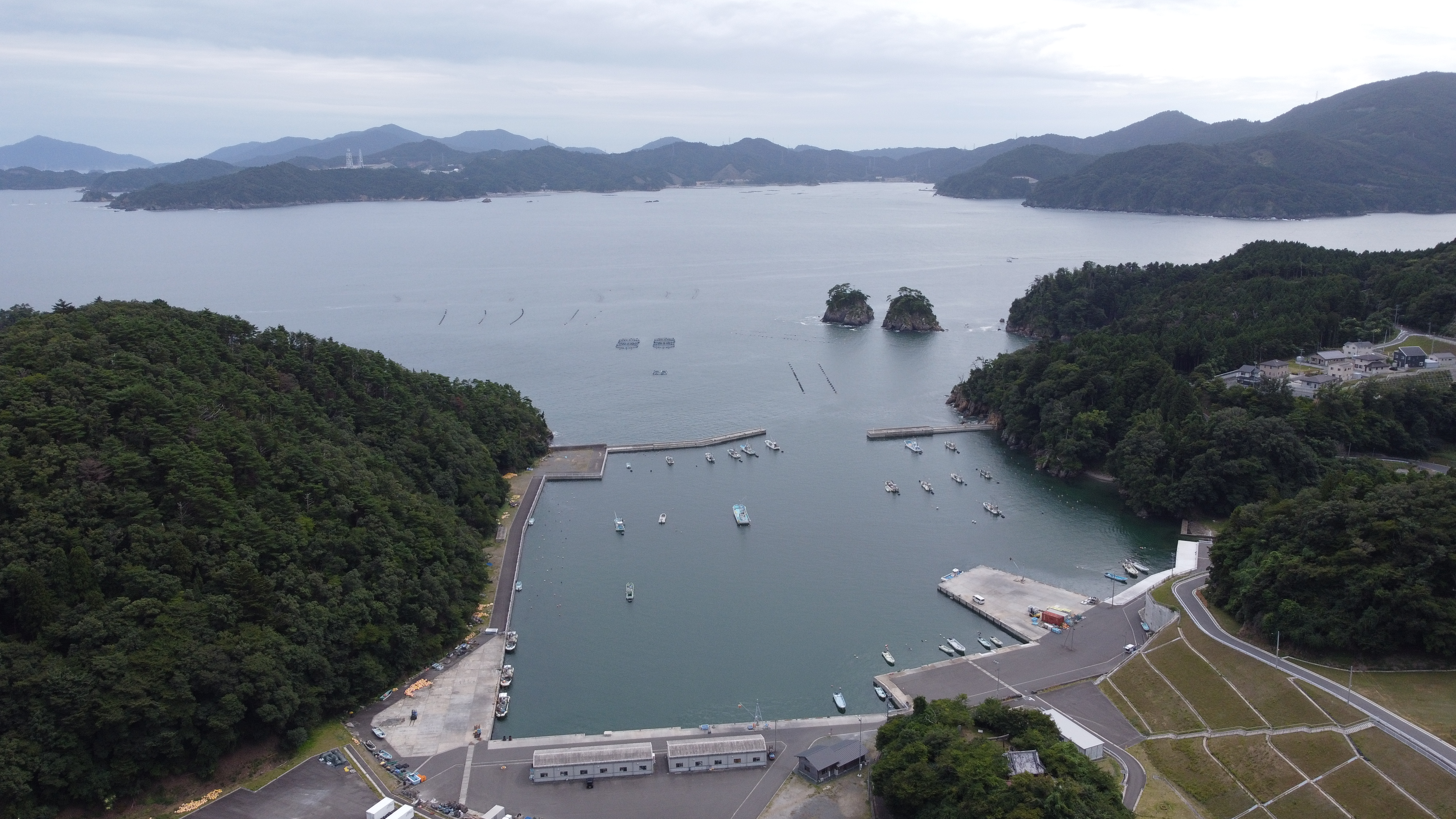
竹浦港

女川町の記録によると、1915年（大正4年）以前の時代に利用されていた漁船は全部無動力の和船型の船が使用されていたとあり、船の動力は全部人力によるものだった。これらの船は主に鰹漁船で大きな漁船でも10～15tの15人乗りだった。1915年（大正4年）時点でこの型の船は28隻あったと記録が残っている。出漁は、現代のような3日～1週間といった長期に行われず一昼夜で行われ、漁獲は二千尾で満船となったと云う。また、漁獲物は全て自家加工されていた。しかし、1916年（大正5年）に初めて漁船に動力が利用されるようになると急速に普及した。これは、当時の先進動力化地帯であった三重・和歌山の漁船動力化に刺激を受けたためとみられている。もちろん動力化には相当の資金が必要とされ、その殆どが石巻の魚商や個人金融業者から融通された。その為、漁獲物によって返済がなされる契約が結ばれていた。なので、水揚げ額の大部分は動力化資金の返済に充てられたていたとされる。であるからして、大正末期に鰹漁業が非常な不漁に陥った時は、多くの漁船が返済不可能になり半数が倒産したと云う。当時の女川町の鰹漁経営者に関する記録によると、女川町には計36人の経営者がおり、竹浦には経営者が7人いたとある。1929年（昭和4年）の金解禁が東北の漁場に深刻な影響を及ぼし、魚価が大暴落すると、女川鰹漁業者も煽りを食い大部分が没落した。1931年（昭和6年）になり女川漁業の再建のやや明るい兆しが見え始めた。これは勧業銀行から五年据置二十年完済の厚生資金が産業組合に融通されたことによるもので、竹浦の産業組合では116tの鰹鮪の鉄船が作られ、組合の自営として操業された。しかし、太平洋戦争時、1944年（昭和19年）にこの船は徴用され南方海上で船・漁夫諸共失われた。
漁業において、個人機船経営者の人々は漁村において政治的・経済的な支配階級にあった。そのため、封建的諸関係の上に立ち、漁夫を雇用する場合も極めて古い労働関係に立っていた。1953年（昭和28年）時点の漁業営業者の大多数が町・県会議員を経験した政治的関係者で、竹浦で北洋サケマス漁を営んでいた阿部新五郎も前町会議員だった。しかし、同じく竹浦で鰹鮪一本釣りを営んでいた鈴木徹郎は政治的関係者ではなく、女川町では唯一漁業営業者でありながら政治的関係者ではなかったとされている。
1957年（昭和32年）時点で女川町内には8つの漁業協同組合が組織されていた。そのうちの女川町北部漁業組合は、竹浦・石浜・指浜・御前浜の4部落の組合員153名で構成されていた。尚、女川町には漁業協同組合連合会がなかった為、宮城県漁業協同組合連合会に各々単独で傘下に入っていた。
1939年（昭和14年）、海鼠や根魚などの増産を図る目的で魚巣施設を実施。竹浦の組合は漁業組合助成金318円を得た。また、翌年の1940年（昭和15年）には磯魚の増産施設が実施された。

### 農業
近世において、農民の労働力が封建社会体制を支える基礎となっており武士階級の経済的基礎は農民の年貢によって賄われていた。よって農民の勝手な農業放棄や転業はその基礎を危ぶめるもので、農民の移転や職業選択の自由は禁じられていた。享保年間に行われた検知によると竹浦の石高は852文と少なく、これは女川地方が昔から自家消費分も満足に満たすことのできないような零細農業地域であることが影響していた。その為、多くの部落は部落占有の地先の海に依存しながら、同時に若干の山間にある田畑と部落共有の山林などに依存して最小限の生活を営んでいた。しかし1872年（明治5年）8月政府が職業選択の自由を許すと農民は減少し、漁民が次第に増加。1874年（明治7年）時点で女川町の漁家数は282戸だったが、70年後には約三倍の718戸に激増している。前述のような地理的要因から、職業選択が可能になり漁民が増加するのは当然といえた。

## 寺社・石碑

### 庭足神社（庭足五十鈴神社）

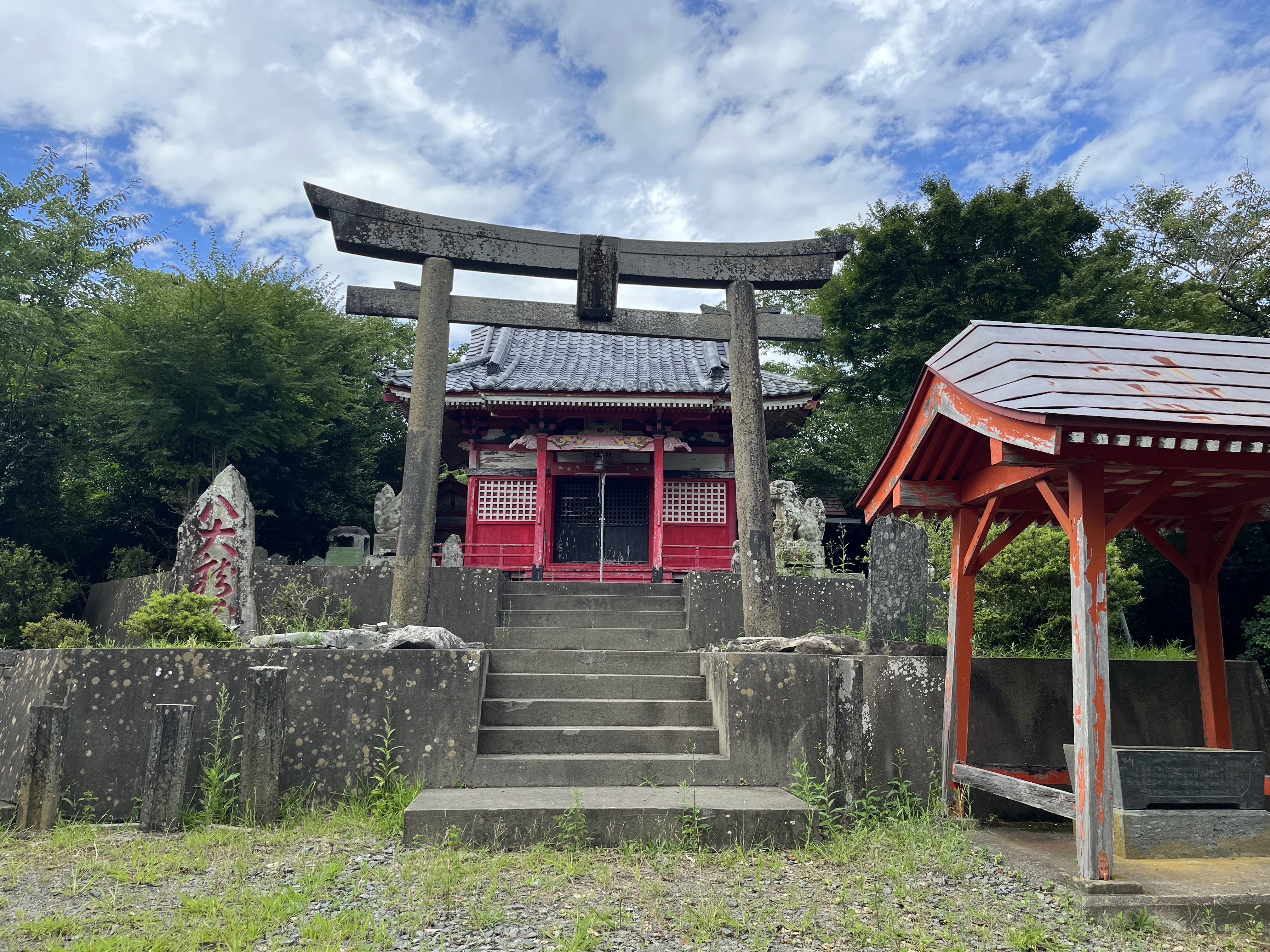
庭足神社

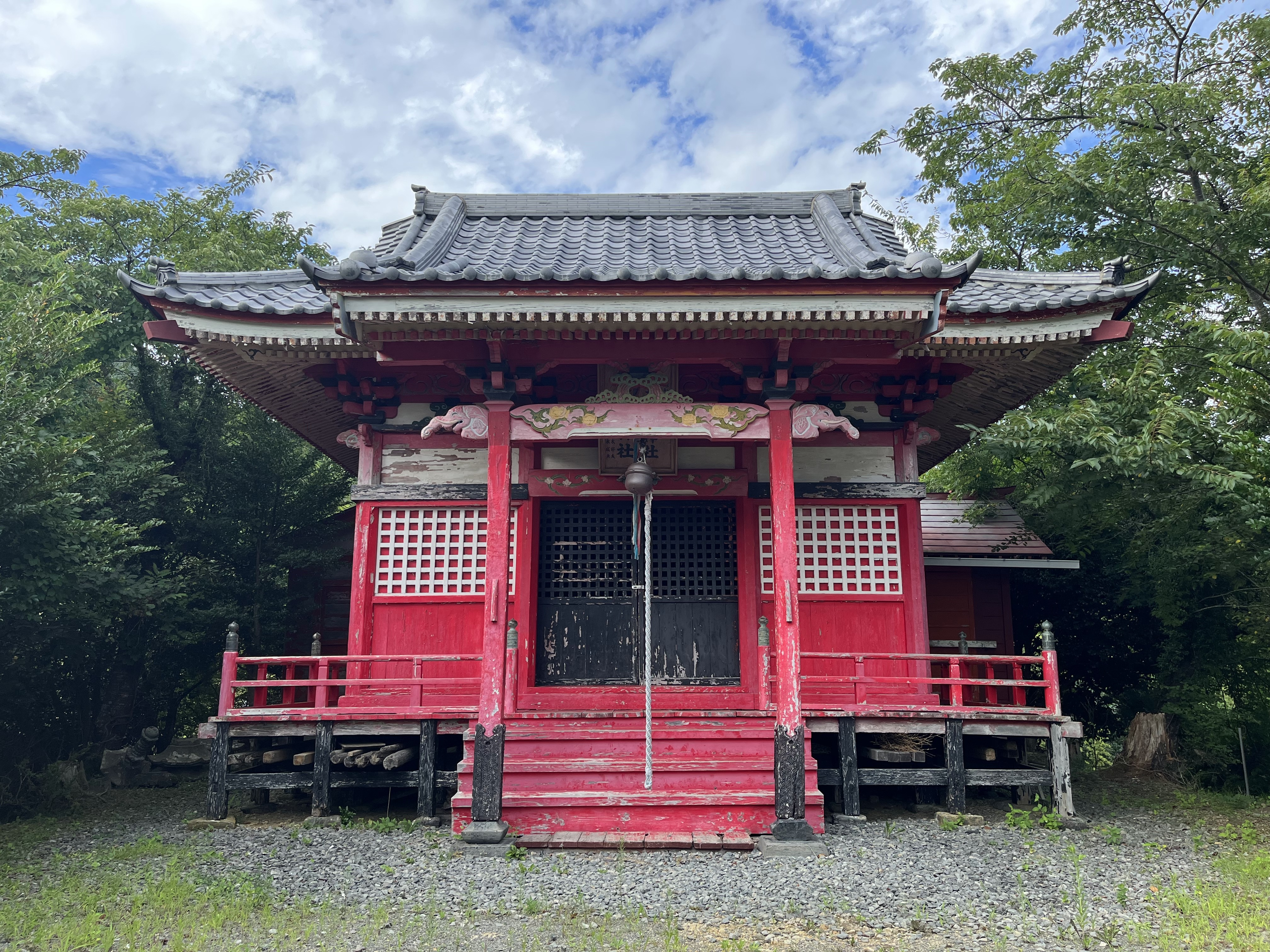
庭足神社の社殿

庭足神社（にわたり）は、大きい浜集落と小さい浜集落の間にある高台に鎮座し、字竹浦に位置する神社。社格は村社。祭神は天照皇大神・少彦名神。由緒は不詳ではあるが「安永風土記」に二渡権現社の名で表記されてあるため、江戸中期以前からあるとされている。当時の別当は吉次郎。1909年（明治42年）の「宮城県神社明細帳」では、当社を竹浦23戸の村社として挙げている。北関東から東北地方にかけて”ニワタリ（荷渡・二渡・鶏・鶏足・庭足など）”や”ミワタリ（三渡など）”というなの神社が多く確認されており、中には頭に「オ」をつけた”オニワタリ（鬼渡）”になったものもある。ニワタリ神社の語源は定かとなっていなく、「鶏」に由来する説や「水渡り」が変化したとの説がある。鶏説で、鶏にまつわる禁忌が存在したり、ご利益として子供の咳や百日咳に効くということが多い。一方、水に関係するご利益としては、灌漑や水上交通に関するものが多い。 

### 琴平神社
地内字サギノ島に位置する神社。社格は無格社。祭神は金山彦尊・金山姫尊。信徒は135人。海上交通の安全の神として多くの地域で信仰されていた。1935年（昭和10年）に竹浦地区が金比羅島を払い下げたため、現在は区民の共有地となっている。

### 昭和三陸地震の津波記念碑

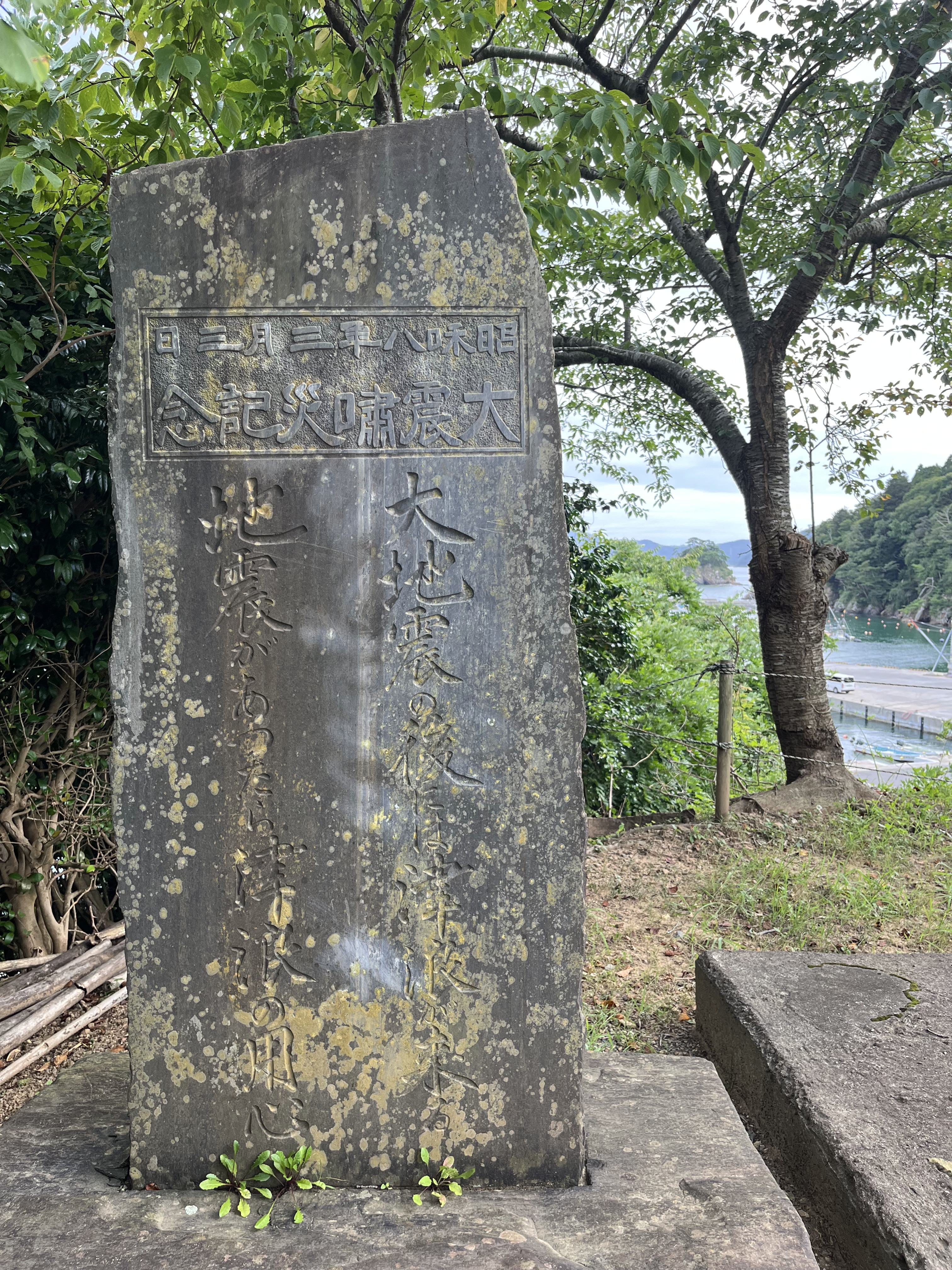
昭和三陸地震の津波記念碑

地内の海岸沿いにある番屋の裏手に建立された昭和三陸地震の記念石碑。碑面には「大地震の後には津波が来る　地震があったら津浪の用心」と記されている。　

## 文化

### 地蔵講・山の神講
竹浦では毎年1月12日に地蔵講と山の神講が行われ、小豆ご飯を手に着物姿で会長の家に行っていた。嫁に来て仲間に入る時は、座敷で鉢をスリコギで擦ってみんなで談笑したという。山の神講では「早く子供ができろ」という唱え言などがあったが、次第に小牛田の山神社への参詣のための集まりに変わっていった。

### 竹浦の獅子振り
春祈祷の獅子舞。女川地方では獅子舞を獅子振りと称している。発祥は不明だが石巻市の寄磯浜から習ったものとされ、指ヶ浜や雄勝の水浜に教えたともされている。近年までは1月3日に行われる習わしであったが、2019年（平成31年）からは2日に変更された。昭和20年代の獅子振りに関する記録に「竹浦事業団関係資料」がある。そのうちの1952年（昭和27年）の「旧正月11日緊急役員会」は、当時は旧暦の1月10日に行われていた獅子振りの翌日に行われた緊急役員会の記録で、ここで興味深い不服申立てがされていた。この役員会に先立って行われた「昭和27年2月3日（旧1月8日）役員会」で取り決められた「新築家屋の順序」が発端とし、2日後に催された春祈祷（獅子舞）で諍いとなったとされる。その翌日の「旧正月11日緊急役員会」ではその問題について、約2時間に渡り議論が繰り広げられ、最終的に従前の順番に戻す事になった。尚、但し書きとして、あくまで個人の意見によるものでなく実業団の意思である旨が強調され記録されていた。ほかの年の役員会の記録では、「停電ながら24時まで演じる」「天候に激変がない限り夜通しで行う」ことなどが記されており、竹浦の地元民が獅子振りにかける熱い思いが窺える。尚、東日本大震災により獅子振りの道具が流失した。

### 消防団
1902年（明治35年）、女川浜50人並びに浦宿浜30人で構成された消防組が女川町に初めて設置される。1942年（昭和17年）4月、戦時体制化の治安維持と自治体防衛を目的とし、政府が警防団令を公布。これに伴い女川町では、町全域を網羅した分団分区（第一分団～第七分団）を部落単位に設定。これにより女川消防団第五分団が竹浦に置かれた。

### 方孔石
竹浦・尾浦方面の海岸でみられる、菱形に穴の空いた小石。1901年（明治34年）に方孔石の名で地質学会に報告された。たまたま仙台を訪れていた地質調査所技師大築洋之助が、この石を偶然知ったと云う。 大築洋之助によると、この石の穴はもともと玄能石が埋めていて、長い年月をかけて溶けた結果穴があいたと云う。1927年（昭和4年）の北海道大学の現地調査では、方孔石が中生代（ジュラ紀）の凝灰質頁岩層中に含まれる事が判明。また女川町出島の四子館貝塚調査が行われた際、かなりの数の方孔石が出土したことから、縄文時代の人々がこの石を使用していたと推測されている。